# Fotogramas de Plata 2000
La 51a cerimònia de lliurament dels Fotogramas de Plata 2000, lliurats per la revista espanyola especialitzada en cinema Fotogramas, va tenir lloc el 26 de febrer de 2001 a la discoteca Joy Eslava de Madrid. La gala fou presentada pels actors José Coronado i Goya Toledo.

## Candidatures

### Millor pel·lícula espanyola
| Pel·lícula   | Director           | Resultat   |
| ------------ | ------------------ | ---------- |
| La comunidad | Álex de la Iglesia | Guanyadora |
| Leo          | José Luis Borau    | Guanyadora |

### Millor pel·lícula estrangera
| Pel·lícula           | Director    | Resultat   |
| -------------------- | ----------- | ---------- |
| Una història de debò | David Lynch | Guanyadora |

### Millor actriu de cinema
| actriu            | Pel·lícula                                               | Resultat   |
| ----------------- | -------------------------------------------------------- | ---------- |
| Lydia Bosch       | You're the one (una historia de entonces)                | Candidata  |
| Carmen Maura      | La comunidad Carretera y manta El harén de Madame Osmane | Guanyadora |
| Marta Belaustegui | Marta y alrededores Gitano Las razones de mis amigos     | Candidata  |

### Millor actor de cinema
| Actor           | Pel·lícula                                                 | Resultat  |
| --------------- | ---------------------------------------------------------- | --------- |
| Javier Bardem   | Segunda piel                                               | Guanyador |
| Carmelo Gómez   | El portero La gran vida                                    | Candidat  |
| Eduardo Noriega | Carretera y manta Plata quemada El invierno de las anjanas | Candidat  |

### Millor actor de televisió
| Actor            | Sèrie de televisió                  | Resultat  |
| ---------------- | ----------------------------------- | --------- |
| Héctor Alterio   | El grupo                            | Candidat  |
| Juanjo Puigcorbé | Un chupete para ella                | Guanyador |
| Josep Maria Pou  | Policías, en el corazón de la calle | Candidat  |

### Millor actriu de televisió
| Actriu          | Sèrie de televisió                  | Resultat   |
| --------------- | ----------------------------------- | ---------- |
| Cristina Marcos | El grupo Un chupete para ella       | Guanyadora |
| Lola Dueñas     | Policías, en el corazón de la calle | Candidata  |
| Tina Sáinz      | Compañeros                          | Candidata  |

### Tota una vida
| Intérprete      | Resultat   |
| --------------- | ---------- |
| Aurora Bautista | Guanyadora |

### Millor actriu de teatre
| Actriu         | Muntatge                  | Resultat   |
| -------------- | ------------------------- | ---------- |
| Magüi Mira     | Escenas de matrimonio     | Candidata  |
| Emma Vilarasau | Un tramvia anomenat Desig | Candidata  |
| Luisa Martín   | El verdugo                | Guanyadora |

### Millor actor de teatre
| Actor/Companyia | Muntatge                              | Resultat  |
| --------------- | ------------------------------------- | --------- |
| Joan Pera       | La jaula de las locas                 | Candidat  |
| Juan Echanove   | El verdugo                            | Candidat  |
| Lluís Homar     | Hamlet Solness el constructor Taurons | Guanyador |